# BMM
BMM is een Italiaans merk van hulpmotoren voor fietsen.
De bedrijfsnaam was: Bernardi Mozzi Motor, Zola Predosa.
Dit bedrijf presenteerde in 1983 een 48-cc-hulpmotor die op een gewone fiets gemonteerd kon worden. De interne krachtoverbrening van dit lichte (5,7 kg) motortje verliep via een aandrijfriempje, de aandrijving naar het fietswiel waarschijnlijk via rolaandrijving. Wanneer de productie hiervan werd gestaakt is niet bekend. 